# شترمرغ جزیره کینگ
شترمرغ جزیره کینگ (نام علمی: Dromaius ater) نام یک گونه منقرض‌شده از رده پرنده است.